# Karol Drymmer

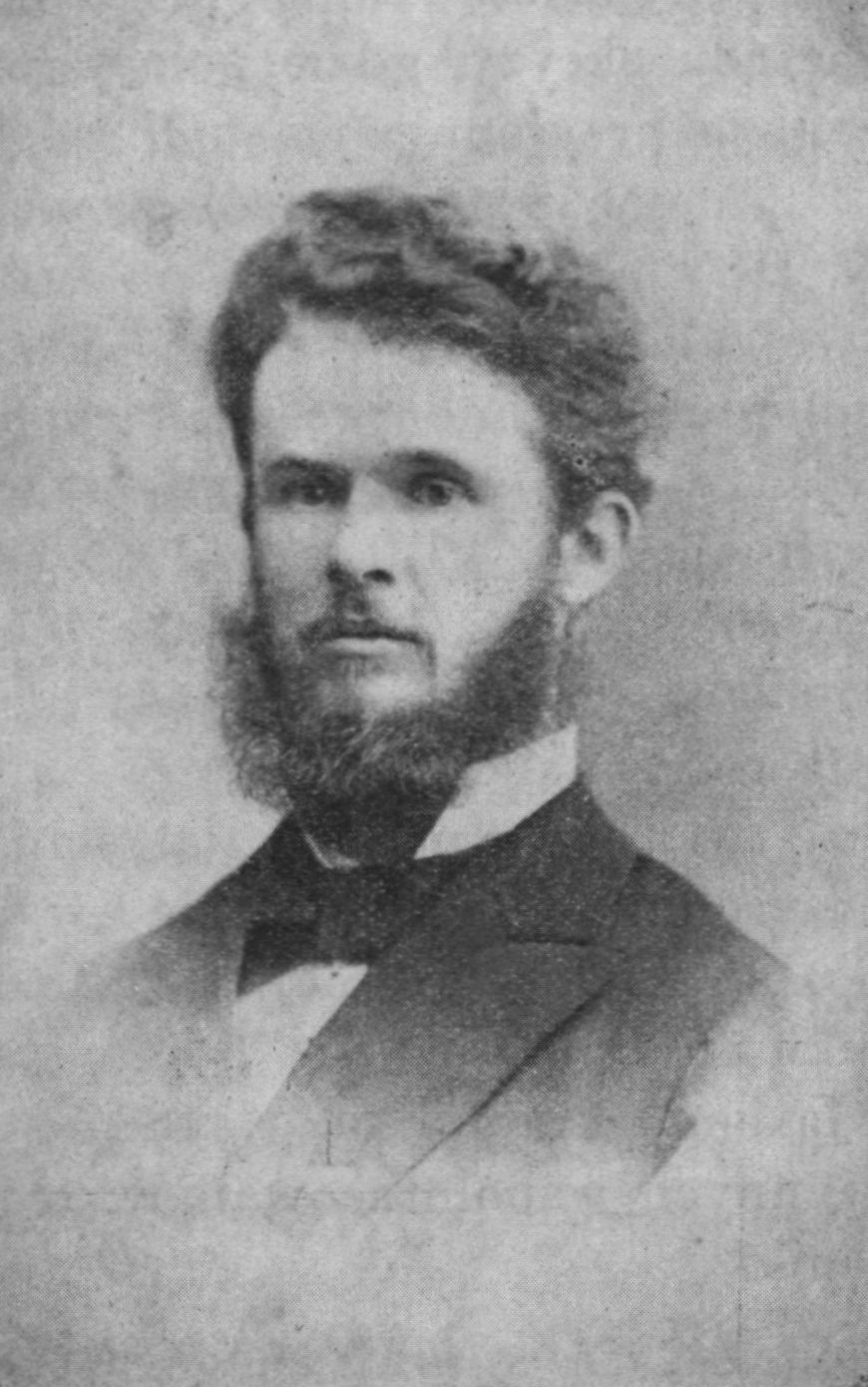
Karol Drymmer w młodości

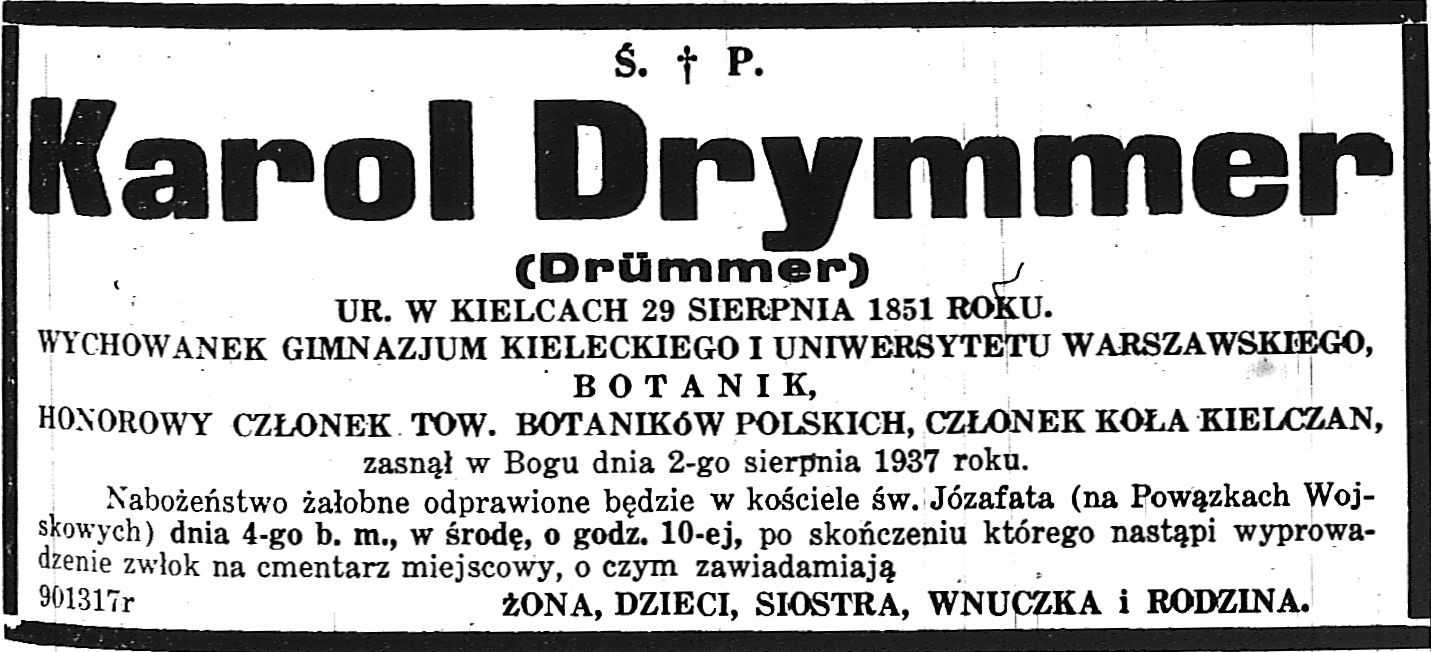
Nekrolog Karola Drymmera w Kurierze Warszawskim

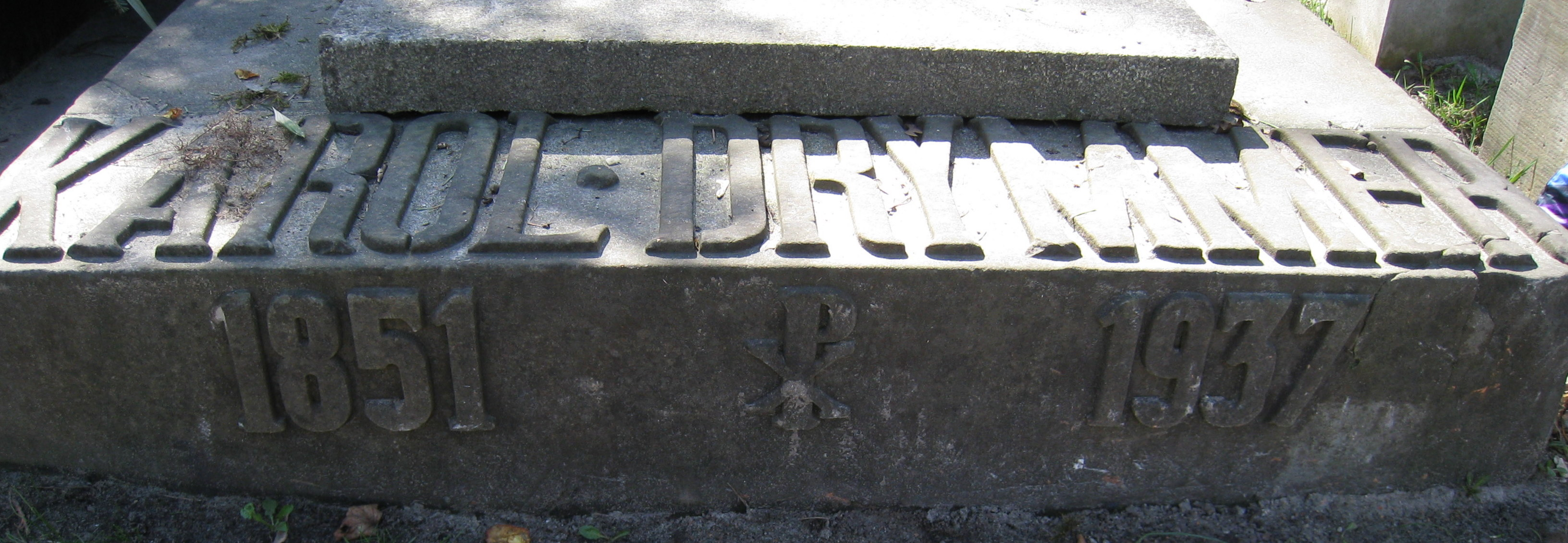
Fragment grobu rodziny Drymmerów na Powązkach Wojskowych w Warszawie

Karol Fryderyk Drymmer (Karol Drümmer) (ur. 29 sierpnia 1851 w Kielcach, zm. 2 sierpnia 1937 w Warszawie) – polski botanik i nauczyciel.

## Życiorys
Urodził się 29 sierpnia 1851 w Kielcach jako syn Teodora i Józefy z Kozłowskich.
W 1872 r. ukończył gimnazjum klasyczne w Kielcach, a następnie studia przyrodnicze na Cesarskim Uniwersytecie Warszawskim. W 1880 r. napisał rozprawę O oddychaniu roślin w tlenku azotu. Po studiach najpierw pracował jako nauczyciel prywatny, a następnie w latach 1881/82 wykładał geografię w warszawskiej szkole realnej, skąd został usunięty podczas rusyfikacji szkolnictwa. W latach 1886–1898 pracował jako urzędnik w Cukrowni „Walentynów” w Żychlinie k. Kutna oraz jako urzędnik Akcyzy w Sannikach. Później otrzymał posadę w Warszawskim Zarządzie Akcyzy. Miesiące letnie poświęcał badaniu polskiej flory. O 1896 był członkiem korespondentem Polskiego Towarzystwa Ogrodniczego. Podczas I wojny światowej został deportowany do Orenburga. W 1919 r. powrócił do Polski i pracował w Warszawskiej Izbie Skarbowej aż do przejścia na emeryturę w 1925 roku. Od 1932 był członkiem honorowym Polskiego Towarzystwa Botanicznego
Pochowany na Powązkach Wojskowych w Warszawie (kw. A12-1-28).

## Badania florystyczne
Był jednym z najaktywniejszych badaczy  flory Królestwa Polskiego i współpracowników Pamiętnika Fizjograficznego, gdzie publikował wyniki swoich badań. Pozostawił cenne opracowania flory okolic Kielc, Koła i Sompolna, Puszczy Białowieskiej, Mazowsza, Wielkopolski i Litwy.
W 1897 r. ogłosił Spis roślin zawartych w 14 tomach Pamietnika Fizjograficznego, brał czynny udział w wydawnictwie A. Rehmana i E. Wołoszczaka Flora polonica exsiccata (1893–1901), w czasopiśmie przyrodników Wszechświat zamieszczał wzmianki o niektórych roślinach.

## Rodzina
Żona: Wiktoria Sroka (1861-1952) – siostra Henryka, Antoniego i Wilhelma; dzieci: Jadwiga Marianna (1885-1971), Zofia Ludmiła (1887-1973), Anna Zieleniewska (1891-1960), Bogdan Tadeusz (1892-1918), Wiktor Tomir(1896-1975), Karol August (1898-1967)

## Wybrane publikacje
1. Spis roślin w 1884 roku w powiecie kutnowskim, w okolicach Żychlina, Kutna, Krośniewic i Orłowa, "Pamietnik Fizjograficzny", t. V, 1885, s. 39-66
2. Spis roślin zebranych w 1880 i 1881 roku w okolicy Hanuszyszek, "Pamietnik Fizjograficzny", t. V, 1885, s. 127-134
3. Wycieczka botaniczna w północne okolice augustowskiego, "Wszechświat", 1887, s. 196-199
4. Sprawozdanie z wycieczki botanicznej odbytej w nadniemeński okolice powiatu władysławowskiego, maryjampolskiego i wyłkowyskiego, "Pamietnik Fizjograficzny", t. VII, 1887, Dz. III, s. 60-93
5. F. Błoński, K. Drymmer i A. Ejsmond, Sprawozdanie z wycieczki botanicznej odbytej do puszczy Białowieskiej w lecie 1887 roku, "Pamietnik Fizjograficzny", t. VIII, 1888, s. 59-155
6. F. Błoński, K. Drymmer, Sprawozdanie z wycieczki botanicznej odbytej do puszczy Białowieskiej, Ladzkiej i Świcłockiej w roku 1888, "Pamietnik Fizjograficzny", t. IX, 1889, s. 55-117
7. Rośliny najbliższych okolic Kielc, "Pamietnik Fizjograficzny", t. X, 1890, s. 47-74
8. Dodatek do spisu roślin powiatu kutnowskiego, mianowicie okolic Żychlina, t. X, 1890, s. 75-82
9. Dwie nowe dla Królestwa Polskiego rośliny, "Wszechświat", t. IX, 1890, s. 412
10. O ilości zwierząt w puszczy Białowieskiej, "Wszechświat", t. IX, 1890, s. 239-240
11. Z Hańska do Chełma, "Wszechświat", t. IX, 1890, s. 561-563
12. Sprawozdanie z wycieczki botanicznej odbytej do powiatu tureckiego i sieradzkiego w roku 1889 i 1890, "Pamietnik Fizjograficzny", t. XI, 1891, s. 41-46
13. Sprawozdanie z wycieczki botanicznej odbytej w okolice Koła i Sompolna w r. 1891 i 1892, "Pamietnik Fizjograficzny", t. XIII, 1895, s. 35-51
14. Sprawozdanie z wycieczki botanicznej odbytej do powiatu węgrowskiego wr. 1893 i 1894, "Pamietnik Fizjograficzny", t. XIV, 1897, s. 3-26
15. Spis roślin zawartych w XIV-tu tomach "Pamiętnika Fizjograficznego", Warszawa, 1897, s. 1-152
16. Korespondencja. Uwagi o florze doliny Ojcowskiej Jelenkina, "Wszechświat", t. XVI, 1897, s. 718
17. O święceniu gradu, "Wszechświat", t. XXI, 1902, s. 62
18. O miłorzębie, "Wszechświat", t. XXI, 1902, s. 764